# Péronne (Somma)
Péronne – miejscowość i gmina we Francji, w regionie Hauts-de-France, w departamencie Somma.
Według danych na rok 2011 gminę zamieszkiwało 7796 osób, a gęstość zaludnienia wynosiła 551 osób/km² (wśród 2293 gmin Pikardii Péronne plasuje się na 25. miejscu pod względem liczby ludności, natomiast pod względem powierzchni na miejscu 228.).

## Współpraca
- Blackburn, Anglia
- Altena, Niemcy
- Salobreña, Hiszpania
- Albany, Australia